# أندري ماليش
أندري ماليش مواليد 6 يوليو 1983 في كييف، هو لاعب كرة سلة أوكراني. بدأ مسيرته الاحترافية في سنة 2000. يلعب مع نادي بوديفلنيك لكرة السلة. يحمل الرقم 11. يبلغ طوله 6 قدم 8 بوصة (2.0 م).

## المسيرة الاحترافية
لعب مع نادي بوديفلنيك لكرة السلة من سنة 2004 إلى 2007، ثم لعب مع نادي دنيبرو لكرة السلة في موسم 2014–2015، ثم لعب مع نادي بوديفلنيك لكرة السلة في سنة 2015.

## روابط خارجية
- أندري ماليش على موقع الاتحاد الدولي لكرة السلة (الإنجليزية)
- أندري ماليش على موقع الدوري الأوروبي لكرة السلة (الإنجليزية)
- أندري ماليش على موقع كرة السلة الأوروبية.كوم (الإنجليزية)
- أندري ماليش على موقع ريلجم (الإنجليزية)
- أندري ماليش على موقع سبورتس رفرنس (الإنجليزية)